# Guard

Guard (G) - pozycja zawodnika formacji ataku w futbolu amerykańskim i kanadyjskim. Zawodnik ten należy do offensive line.
W skład formacji ataku wchodzi dwóch zawodników typu guard, którzy ustawieni są po obu stronach centra. Ich rola jest taka sama jak centra. Muszą chronić rozgrywającego przed zawodnikami drużyny broniącej, a także starać się utworzyć ”korytarz” dla zawodnika typu running back.